# Jan Meyers
Janice Lenore Meyers (de nombre de soltera Crilly; 20 de julio de 1928-21 de junio de 2019) fue una política del partido republicano estadounidense y miembro de la Cámara de Representantes de los Estados Unidos de Kansas.

## Biografía
Meyers nació en Lincoln (Nebraska). Asistió a escuelas públicas en Superior (Nebraska), y asistió a Universidad William Woods en Fulton (Misuri). Se graduó con una licenciatura en Artes en la Universidad de Nebraska-Lincoln en 1951. Desde 1951 hasta 1954, trabajó como asistente de publicidad y relaciones públicas para una estación de radio en Omaha y en una tienda por departamentos en Lincoln (Nebraska). De 1967 a 1972, fue concejal de la ciudad en Overland Park, Kansas. Desde 1972 hasta 1984, fue miembro del Senado de Kansas. En 1978, se postuló para el Senado de los Estados Unidos, pero fue derrotada en una primaria republicana multicandidato en la que ganó Nancy Kassebaum.
En 1984, fue elegida miembro del Partido Republicano en el 99° Congreso de los Estados Unidos y en los cinco congresos siguientes. Sirvió desde el 3 de enero de 1985 hasta el 3 de enero de 1997. Durante el 104.º Congreso de los Estados Unidos, fue la presidenta del Comité de la Cámara de los Estados Unidos sobre Pequeñas Empresas. Ella no fue candidata para la reelección al 105 ° Congreso de los Estados Unidos. Fue la primera mujer republicana elegida para la Cámara de los Estados Unidos desde Kansas. Su hijo, Phil Meyers, se postuló para un escaño en el Congreso en Hawái en 2000 como republicano contra el representante Neil Abercrombie, pero fue derrotado.
Meyers murió de una enfermedad cardíaca el 21 de junio de 2019 en un hospital de Merriam (Kansas).